# Karlova Ves
| Karlova Ves         | Karlova Ves          |
| ------------------- | -------------------- |
| Karlova Ves         |                      |
| Grb                 | Karta                |
|                     |                      |
| Opći podaci         |                      |
| Kraj:               | Bratislavský         |
| Okrug:              | Bratislava IV        |
| Regija:             | Bratislava i okolica |
| Nadmorska visina:   | 150 m                |
| Površina:           | 11 km²               |
| Stanovništvo:       | 33 559 (2005.)       |
| Gustoća:            | 3000 stan./km2       |
| Statistički kôd:    | 529397               |
| Registarska oznaka: | BA                   |
| Poštanski broj:     | 841 04               |
| Pozivni broj:       | 02                   |
| Stranica:           | www.karlovaves.sk    |
| Načelnik:           | Dana Čahojová        |

Karlova Ves (njemački: Karlsdorf, mađarski: Károlyfalu) je gradska četvrt u Bratislavi.
U prošlosti je ovo bilo malo vinogradarsko selo nedaleko od Bratislave, čiji je dio službeno postalo 1943. godine. Ovdje se nalazi novo stambeno naselje Dlhé diely. U Mlynskoj dolini nalazi se sjedište Slovačke televizije (Slovenská televízia). Ovdje se nalazi i poznato groblje Slavujeve doline (Cintorín Slávičie údolie).

## Podjela
Četvrt se neslužbeno dijeli na četiri dijela:
- Dlhé diely
- Kútiky
- Mlynská dolina
- Rovnice